# ウラジスラフ・ミルゾエフ
ウラジスラフ・イゴーレヴィチ・ビッチ・ミルゾエフ（ロシア語: Владислав Игоревич Мирзоев、ロシア語ラテン翻字: Vladislav Igorevich Mirzoev、1996年11月21日 - ）は、ロシア、ウラジカフカス出身の男性フィギュアスケート選手（ペア）。パートナーはアナスタシヤ・ミーシナ。
2016年世界ジュニア選手権2位。2016年ジュニアグランプリファイナル優勝。

## 経歴
2007年にシングルスケーターとしてスケートを始めた。
2014年にアナスタシヤ・ミーシナとのペアを結成し、ニコライ・ベリコフとリュドミラ・ベリコワに師事した。2015-2016シーズン、ジュニアグランプリシリーズデビューを果たし、コロラドスプリング大会で5位だった。初出場のロシアジュニア選手権でいきなり優勝し、続く世界ジュニア選手権では銀メダルを獲得した。
2016-2017シーズン、ジュニアグランプリシリーズでは連勝し、初進出したジュニアグランプリファイナルでも優勝した。1月にはシーズン終了後でのペア解散を発表した。ミーシナの体重を支えられなくなっているが、ミーシナの減量が難しいためである。ロシアジュニア選手権は膝の怪我欠場した。世界ジュニア選手権の代表に内定していたものの大会を欠場し、そのままペアは解散となった。

## 主な戦績
| 大会/年                 | 2014-15 | 2015-16 | 2016-17 |
| ----------------------- | ------- | ------- | ------- |
| 世界ジュニア選手権      |         | 2       |         |
| ロシア選手権            |         |         | 7       |
| ロシアJr.選手権         |         | 1 J     |         |
| JGPファイナル           |         |         | 1       |
| JGP B.シュベルター杯    |         |         | 1       |
| JGPモルドヴィア杯       |         |         | 1       |
| JGPコペルニクススターズ |         | 5       |         |
| ババリアンオープン      | 1 J     | 1 J     |         |

### 詳細
| 2016-2017 シーズン    |                                                                |         |          |          |
| 開催日                | 大会名                                                         | SP      | FS       | 結果     |
| 2016年12月20日 - 25日 | ロシアフィギュアスケート選手権（チェリャビンスク）             | 7 62.80 | 7 115.46 | 7 178.26 |
| 2016年12月8日 - 11日  | 2016/2017 ISUジュニアグランプリファイナル（マルセイユ）        | 1 64.73 | 1 115.90 | 1 180.63 |
| 2016年10月5日 - 8日   | ISUジュニアグランプリ ブラエオン・シュベルター杯（ドレスデン） | 1 62.10 | 1 111.22 | 1 173.32 |
| 2016年9月14日 - 17日  | ISUジュニアグランプリ モルドヴィア杯（サランスク）             | 1 63.93 | 1 111.89 | 1 175.82 |

| 2015-2016 シーズン   |                                                               |         |          |          |
| 開催日               | 大会名                                                        | SP      | FS       | 結果     |
| 2016年3月14日 - 20日 | 2016年世界ジュニアフィギュアスケート選手権（デブレツェン）    | 2 59.50 | 2 113.10 | 2 172.60 |
| 2016年2月17日 - 21日 | 2016年ババリアンオープン ジュニアクラス（オーベルストドルフ） | 2 57.82 | 1 118.02 | 1 175.84 |
| 2016年1月21日 - 23日 | ロシアジュニアフィギュアスケート選手権（チェリャビンスク）    | 1 65.45 | 1 118.39 | 1 183.84 |
| 2015年9月23日 - 27日 | ISUジュニアグランプリ コペルニクススターズ（トルン）          | 6 44.22 | 5 83.79  | 5 128.01 |

| 2014-2015 シーズン   |                                                               |         |         |          |
| 開催日               | 大会名                                                        | SP      | FS      | 結果     |
| 2015年2月11日 - 15日 | 2015年ババリアンオープン ジュニアクラス（オーベルストドルフ） | 1 47.89 | 1 84.90 | 1 132.79 |

## プログラム使用曲
| シーズン  | SP                              | FS | EX                                        |
| --------- | ------------------------------- | --- | ----------------------------------------- |
| 2016-2017 | Saragina Rumba 曲：17ヒッピーズ | Attention Mesdames et Messieurs 演奏：ミッシェル・フュガン ラ・ヴィ・アン・ローズ ボーカル：アンドレア・ボチェッリ feat. エディット・ピアフ | Mocking Song 作曲：ゴラン・ブレゴヴィッチ |
| 2015-2016 | ボレロ 作曲：モーリス・ラヴェル | Attention Mesdames et Messieurs 演奏：ミッシェル・フュガン ラ・ヴィ・アン・ローズ ボーカル：アンドレア・ボチェッリ feat. エディット・ピアフ | Mocking Song 作曲：ゴラン・ブレゴヴィッチ |